# Discografia di Alice Cooper
Questa voce contiene l'intera discografia di Alice Cooper.

## Album in studio
| Anno | Titolo | Posizione | Certificazioni |
| Anno | Titolo | US        | US             |
| ---- | --- | --------- | -------------- |
| 1969 | Pretties for You - Pubblicato: 1969 - Etichetta: Straight Records                                                     | 193       |                |
| 1970 | Easy Action - Pubblicato: giugno 1970 - Etichetta: Straight Records - Produttore: David Briggs                        | —         |                |
| 1971 | Love It to Death - Pubblicato: gennaio 1971 - Etichetta: Warner Bros. - Produttore: Bob Ezrin                         | 35        | Platino        |
| 1971 | Killer - Pubblicato: novembre 1971 - Etichetta: Warner Bros. - Produttore: Bob Ezrin                                  | 21        | Platino        |
| 1972 | School's Out - Pubblicato: 1972 - Etichetta: Warner Bros.                                                             | 2         | Platino        |
| 1973 | Billion Dollar Babies - Pubblicato: marzo 1973 - Etichetta: Warner Bros. - Produttore: Bob Ezrin                      | 1         | Platino        |
| 1973 | Muscle of Love - Pubblicato: ottobre 1973 - Etichetta: Warner Bros. - Produttore: Jack Douglas, Jack Richardson       | 10        | Oro            |
| 1975 | Welcome to My Nightmare - Pubblicato: 1975 - Etichetta: Atlantic Records - Produttore: Bob Ezrin                      | 5         | Platino        |
| 1976 | Alice Cooper Goes to Hell - Pubblicato: 1976 - Etichetta: Warner Bros. - Produttore: Bob Ezrin                        | 27        | Oro            |
| 1977 | Lace and Whiskey - Pubblicato: 29 aprile 1977 - Etichetta: Warner Bros. - Produttore: Bob Ezrin                       | 42        |                |
| 1978 | From the Inside - Pubblicato: 1978 - Etichetta: Warner Bros. - Produttore: David Foster                               | 60        |                |
| 1980 | Flush the Fashion - Pubblicato: 1980 - Etichetta: WEA - Produttore: Roy Thomas Baker                                  | 44        |                |
| 1981 | Special Forces - Pubblicato: 1981 - Etichetta: WEA International - Produttore: Richard Podolor                        | 125       |                |
| 1982 | Zipper Catches Skin - Pubblicato: 1982 - Etichetta: WEA International - Produttore: Alice Cooper, Steve Tyrell        | —         |                |
| 1983 | DaDa - Pubblicato: 1983 - Etichetta: WEA International - Produttore: Bob Ezrin                                        | —         |                |
| 1986 | Constrictor - Pubblicato: 1986 - Etichetta: MCA                                                                       | 59        |                |
| 1987 | Raise Your Fist and Yell - Pubblicato: 10 maggio 1987 - Etichetta: MCA - Produttore: Alice Cooper                     | 73        |                |
| 1989 | Trash - Pubblicato: 1989 - Etichetta: Epic Records - Produttore: Desmond Child                                        | 20        | Platino        |
| 1991 | Hey Stoopid - Pubblicato: 2 luglio 1991 - Etichetta: Epic Records - Produttore: Peter Collins                         | 47        |                |
| 1994 | The Last Temptation - Pubblicato: 12 luglio 1994 - Etichetta: Epic Records                                            | 68        |                |
| 2000 | Brutal Planet - Pubblicato: 2000 - Etichetta: Spitfire Records                                                        | 193       |                |
| 2001 | Dragontown - Pubblicato: 18 settembre 2001 - Etichetta: Spitfire Records                                              | 197       |                |
| 2003 | The Eyes of Alice Cooper - Pubblicato: 23 settembre 2003 - Etichetta: Eagle Records - Produttore: Alice Cooper        | —         |                |
| 2005 | Dirty Diamonds - Pubblicato: 4 luglio 2005 - Etichetta: New West Records - Produttore: Steve Lindsey                  | 169       |                |
| 2008 | Along Came a Spider - Pubblicato: 29 luglio 2008 - Etichetta: Steamhammer/SPV - Produttore: Greg Hampton, Danny Saber | 53        |                |
| 2011 | Welcome 2 My Nightmare - Pubblicato: 13 settembre 2011 - Etichetta: Bigger Picture - Produttore: Bob Ezrin            | 22        |                |
| 2017 | Paranormal - Pubblicato: 28 luglio 2017 - Etichetta: earMUSIC - Produttore: Bob Ezrin                                 | 32        |                |
| 2021 | Detroit Stories - Pubblicato: 12 settembre 2019 - Etichetta: earMUSIC - Produttore: Bob Ezrin                         | 47        |                |
| 2023 | Road - Pubblicato: 25 agosto 2023 - Etichetta: earMUSIC - Produttore: Bob Ezrin                                       | 160       |                |

## Album dal vivo
| Anno | Titolo | Posizione | Certificazioni |
| Anno | Titolo | US        | US             |
| ---- | --- | --------- | -------------- |
| 1977 | The Alice Cooper Show - Pubblicato: 1977 - Etichetta: Warner Bros. - Produttore: Brian Christian, Bob Ezrin                                      | 131       |                |
| 1982 | Toronto Rock 'n' Roll Revival 1969, Volume IV - Pubblicato: 1982 - Etichetta: Accord                                                             | —         |                |
| 1991 | Live at the Whiskey a-Go-Go, 1969 - Pubblicato: 1969 - Etichetta: Straight Records:                                                              | —         |                |
| 1997 | A Fistful of Alice (ripubblicato nel 2005 come "Live At Cabo Wabo '96") - Pubblicato: 1997 - Etichetta: Angel Records - Produttore: Alice Cooper | —         |                |
| 2000 | Brutally Live - Pubblicato: 2000 - Etichetta: Eagle Vision                                                                                       | —         |                |
| 2006 | Live at Montreux, 2005 - Pubblicato: 2006 - Etichetta: Rajon                                                                                     | —         |                |
| 2007 | Extended Versions Live - Pubblicato: 2007 - Etichetta: Sony                                                                                      | —         |                |
| 2010 | Theatre of Death: Live at Hammersmith 2009 - Released: 2010 - Etichetta: Bigger Picture                                                          | —         |                |
| 2012 | No More Mr. Nice Guy: Live - Pubblicato: 2012 - Etichetta: Four Worlds                                                                           | —         |                |
| 2014 | Raise the Dead: Live from Wacken - Pubblicato: 2014 - Etichetta: UDR Music                                                                       | —         |                |
| 2018 | A Paranormal Evening at the Olympia Paris - Pubblicato: 2018 - Etichetta: earMUSIC                                                               | —         |                |

## Raccolte (parziale)
| Anno | Titolo                                                                                          | Posizione | Certificazioni |
| Anno | Titolo                                                                                          | US        | US             |
| ---- | ----------------------------------------------------------------------------------------------- | --------- | -------------- |
| 1974 | Alice Cooper's Greatest Hits - Pubblicato: 1974 - Etichetta: Warner Bros.                       | 8         | Platino        |
| 1982 | Collection - Pubblicato: 1982 - Etichetta: Warner Bros.                                         | —         |                |
| 1989 | Prince of Darkness - Pubblicato: 1989 - Etichetta: MCA Records                                  | —         |                |
| 1989 | The Beast of Alice Cooper - Pubblicato: 1989 - Etichetta: Wea International                     | —         |                |
| 1998 | Freedom For Frankenstein: Hits & Pieces 1984-1991 - Pubblicato: 1998 - Etichetta: Raven Records | —         |                |
| 1999 | The Life and Crimes of Alice Cooper - Pubblicato: 1999 - Etichetta: Rhino Records               | —         |                |
| 2001 | Mascara and Monsters: The Best of Alice Cooper - Pubblicato: 2001 - Etichetta: Rhino Records    | —         |                |
| 2001 | The Definitive Alice Cooper - Pubblicato: 2001 - Etichetta: Rhino Records                       | —         |                |
| 2003 | Hell Is - Pubblicato: 2003 - Etichetta: Sony Music                                              | —         |                |
| 2004 | School's Out and Other Hits - Pubblicato: 2004 - Etichetta: Rhino Records                       | —         |                |

## Singoli
- Dall'album Pretties for You:
  - 1969: Reflected
- Dall'album Easy Action:
  - 1970: Shoe Salesman
- Dall'album Love It to Death:
  - 1970: I'm Eighteen
  - 1971: Caught in a Dream
- Dall'album Killer:
  - 1971: Under My Wheels
  - 1972: Be My Lover
  - 1973: Halo of Flies
- Dall'album School's Out:
  - 1972: School's Out
- Dall'album Billion Dollar Babies:
  - 1972: Elected
  - 1973: Hello Hooray
  - 1973: Slick Black Limousine
  - 1973: No More Mr. Nice Guy
  - 1973: Billion Dollar Babies
- Dall'album Muscle of Love:
  - 1973: Teenage Lament '74
  - 1974: Muscle of Love
- Dall'album Welcome to My Nightmare:
  - 1975: Only Women Bleed
  - 1975: Department of Youth
  - 1975: Welcome to My Nightmare
- Dall'album Alice Cooper Goes to Hell:
  - 1976: Wish you Were Here
  - 1976: I Never Cry
- Dall'album Lace and Whiskey:
  - 1977: You and Me
  - 1977: (No More) Love At Your Convenience
- Dall'album From the Inside:
  - 1978: How You Gonna See Me Now?
  - 1979: From the Inside
- Dall'album Flush the Fashion:
  - 1980: Clones (We're All)
  - 1980: Talk Talk
- Dall'album Special Forces:
  - 1981: You Want It, You Got It
  - 1982: 7 and 7 Is (Live)
- Dall'album Zipper Catches Skin:
  - 1982: I Am The Future
  - 1982: I Like Girls
- Dall'album DaDa:
  - 1983: I Love America
- Dall'album Constrictor:
  - 1986: He's Back (The Man Behind the Mask)
  - 1987: Teenage Frankenstein
- Dall'album Raise Your Fist and Yell:
  - 1987: Freedom
- Dall'album Trash:
  - 1989: Poison
  - 1989: Bed of Nails
  - 1989: House of Fire
  - 1990: Only My Heart Talkin'
- Dall'album Hey Stoopid:
  - 1991: Hey Stoopid
  - 1991: Love's a Loaded Gun
  - 1992: Feed My Frankenstein
- Dall'album The Last Temptation:
  - 1994: Lost in America
  - 1994: It's Me
- Dall'album A Fistful of Alice:
  - 1997: School's Out (Live)
- Dall'album Brutal Planet:
  - 2000: Brutal Planet
  - 2000: Gimme
- Dall'album Along Came a Spider:
  - 2007: Vengeance Is Mine

## Tributi
- 1999 - Humanary Stew: A Tribute to Alice Cooper
- 2006 - Welcome to the Nightmare: An All Star Salute to Alice Cooper

## Partecipazioni (parziale)
- Twisted Sister - Come Out and Play (1985)
- Icon - Right Between the Eyes (1989)
- Guy Mann-Dude - Sleight of Hand (1989)
- Guns N' Roses - Use Your Illusion I (1991)
- Avantasia - The Scarecrow (2008)
- Slash - Slash (2010)